# Albert Robida
Albert Robida (n. 14 mai 1848, Compiègne, Picardie⁠(d), Franța – d. 11 octombrie 1926, Neuilly-sur-Seine, Seine, Franța) a fost un ilustrator, gravor, litograf, caricaturist și romancier francez. A editat și publicat revista La Caricature timp de 12 ani.

## Lucrări cu Pierre Giffard

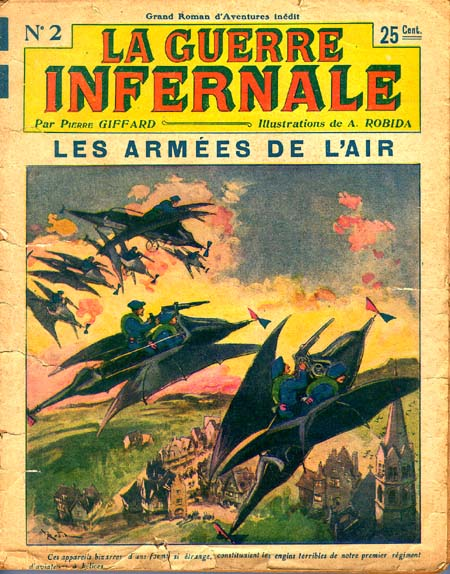
La Guerre Infernale, Episode 2, January 1908

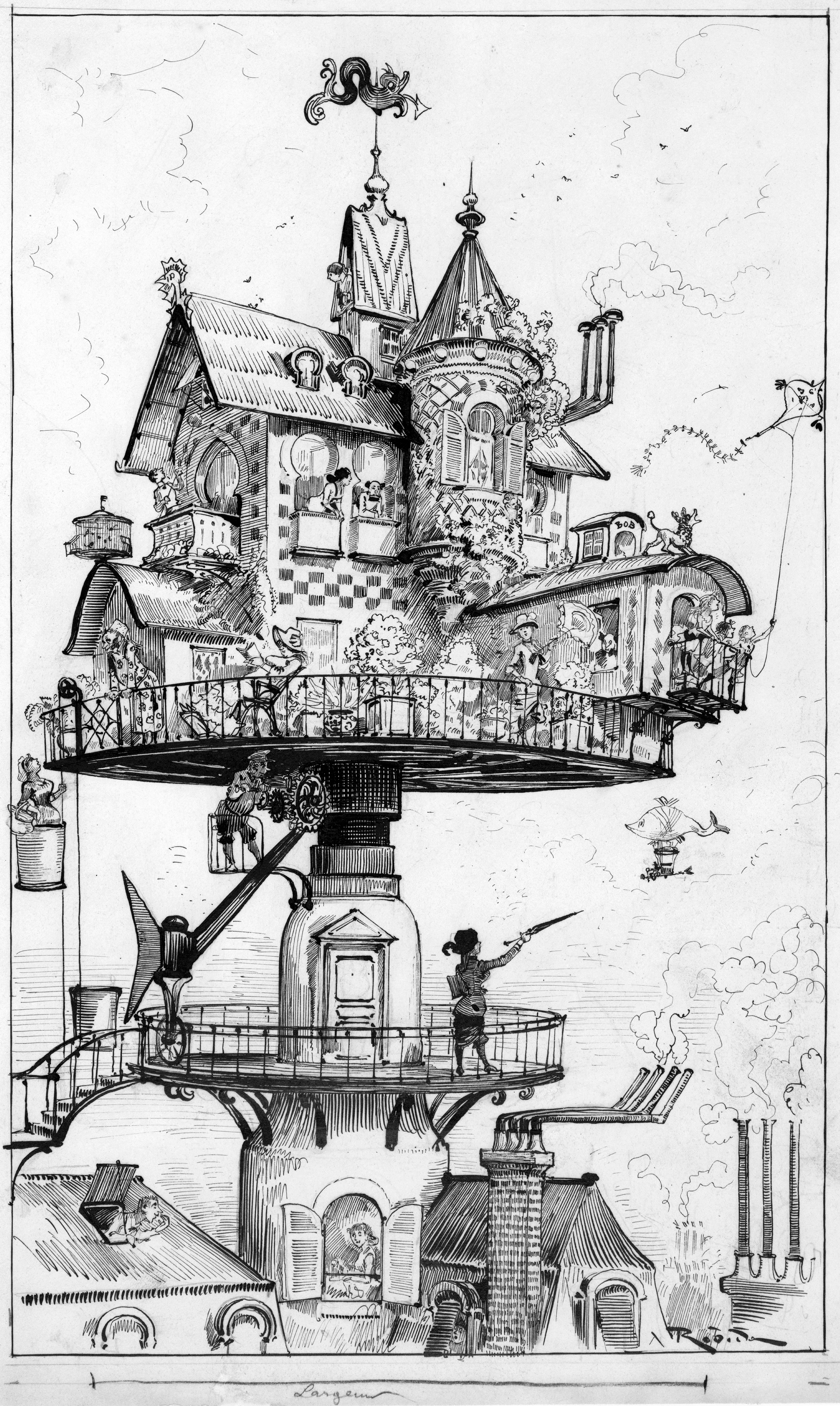
"Maison tournante aérienne"

## Lucrări publicate
Futuristică

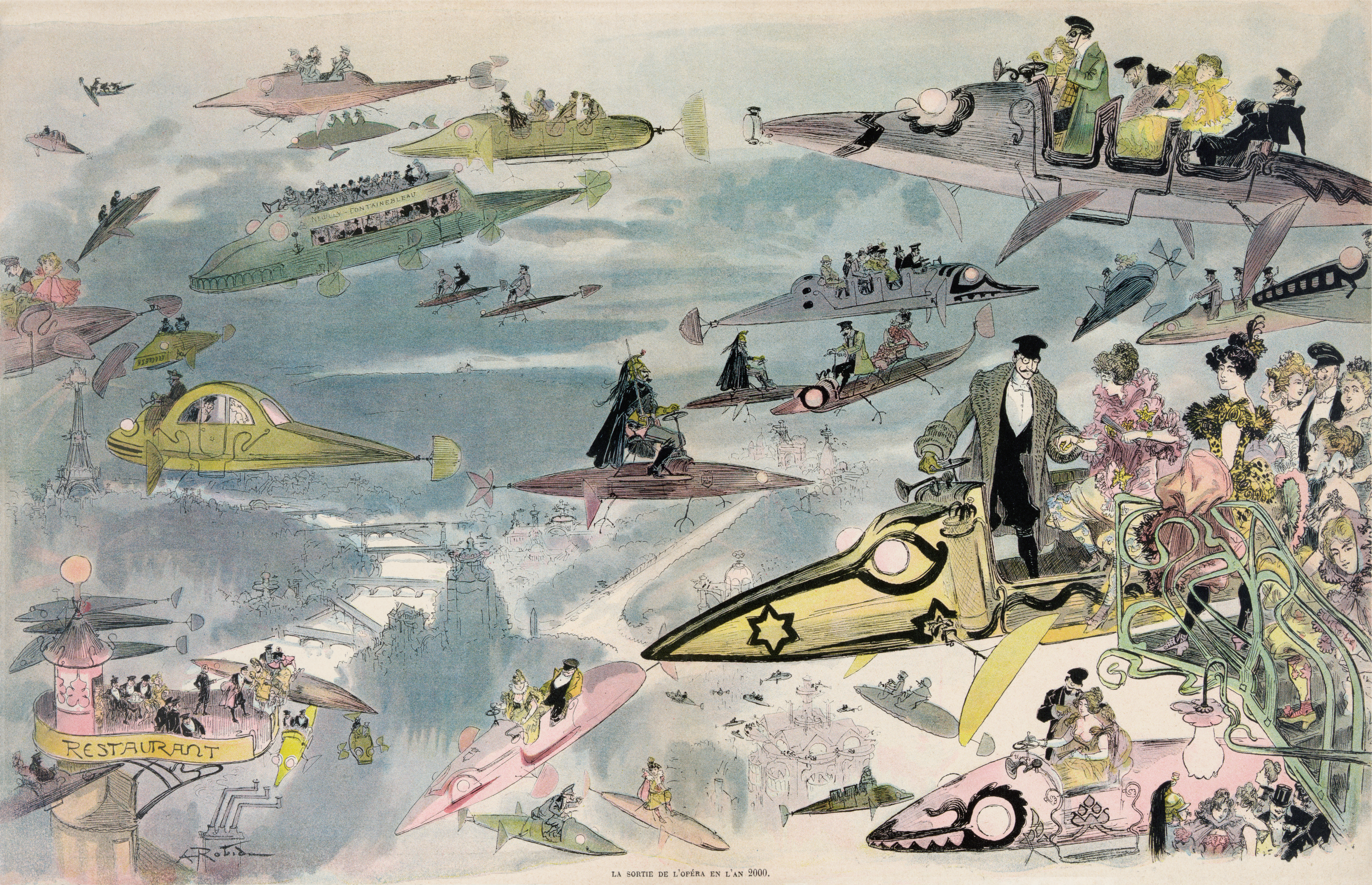
La Sortie de l'opéra en l'an 2000 (c. 1902, digitally restored)

- Voyages très extraordinaires de Saturnin Farandoul, 1879
- Le Vingtième Siècle, 1883
- La Guerre au vingtième siècle, 1887
- Le Vingtième Siècle. La vie électrique, 1890
- Voyage de fiançailles au XXe siècle
- Un chalet dans les airs
- L'horloge des siècles, 1902 (tradus în limba engleză ca The Clock of the Centuries de către Brian Stableford ISBN 978-1-934543-13-9)
- L'Ingénieur von Satanas, 1919

Alte lucrări
- L'Île de Lutèce : enlaidissements et embellissements de la Cité
- La Bête au bois dormant
- La Part du hasard
- Le Voyage de M. Dumollet
- Les Vieilles Villes d'Italie : notes et souvenirs
- La Grande Mascarade parisienne
- La Fin des Livres, with Octave Uzanne
- Contes pour les bibliophiles, with Octave Uzanne
- Les Vieilles Villes d'Espagne, notes et souvenirs
- Un caricaturiste prophète. La guerre telle qu'elle est
- 1430, les assiégés de Compiègne
- Paris de siècle en siècle ; le cœur de Paris, splendeurs et souvenir
- Le 19e siècle
- Les Escholiers du temps jadis
- Les Vieilles Villes d'Italie : notes et souvenirs
- Le Voyage de M. Dumollet

Seria La Vieille France
- La Bretagne
- La Touraine
- Normandie
- Provence
- Paris, Splendeurs et Souvenirs, Éditions de Crémille, Genève, 1992, textes, dessins et lithographies par A. Robida,  824 p., 2 volumes. Tome 1 : Le Cœur de Paris, 412 p. Tome 2 : Paris, de Siècle en Siècledsasdasd, 412 p.

## Studii critice
- Elizabeth Emery, "Albert Robida, Medieval Publicist," in: Cahier Calin: Makers of the Middle Ages. Essays in Honor of William Calin Arhivat în 29 octombrie 2013, la Wayback Machine., ed. Richard Utz and Elizabeth Emery (Kalamazoo, MI: Studies in Medievalism, 2011), pp. 51–55.